# Schiwskulptarch
Die Kommission zur Lösung der Fragen einer Synthese von Architektur und Plastik (Sinskulptarch) wurde im Mai 1919 bei der Abteilung ISO (Bildende Kunst), Unterabteilung „Plastik“ (später zur Unterabteilung „Künstlerische Arbeit“) des NARKOMPROS gegründet. Ende 1919 wurden auch Maler aufgenommen und die Vereinigung nun Kommission für die Synthese von Malerei, Plastik und Architektur (Schiwskulptarch, russisch Живскульптарх) genannt.
Der Kommission setzte sich aus dem Bildhauer Boris Koroljow als Leiter und sieben Architekten, darunter Nikolai Ladowski, zusammen. Die Sinskulptarch war die erste Vereinigung moderner Architekten in der RSFSR. Alle Mitglieder waren entschiedene Gegner des Neoklassizismus beispielsweise Iwan Scholtowskis und den anderen Akademikern der Zeit. Die Kommission hatte kein einheitliches formales Programm, sondern suchte nach Lösungen für eine neue Architektur in der modernen Kunst, insbesondere im Kubismus. Später kamen auch Maler wie beispielsweise Alexander Rodtschenko hinzu. Insgesamt kann die Kommission jedoch als Vorläufer des Rationalismus betrachtet werden.

## Geschichte

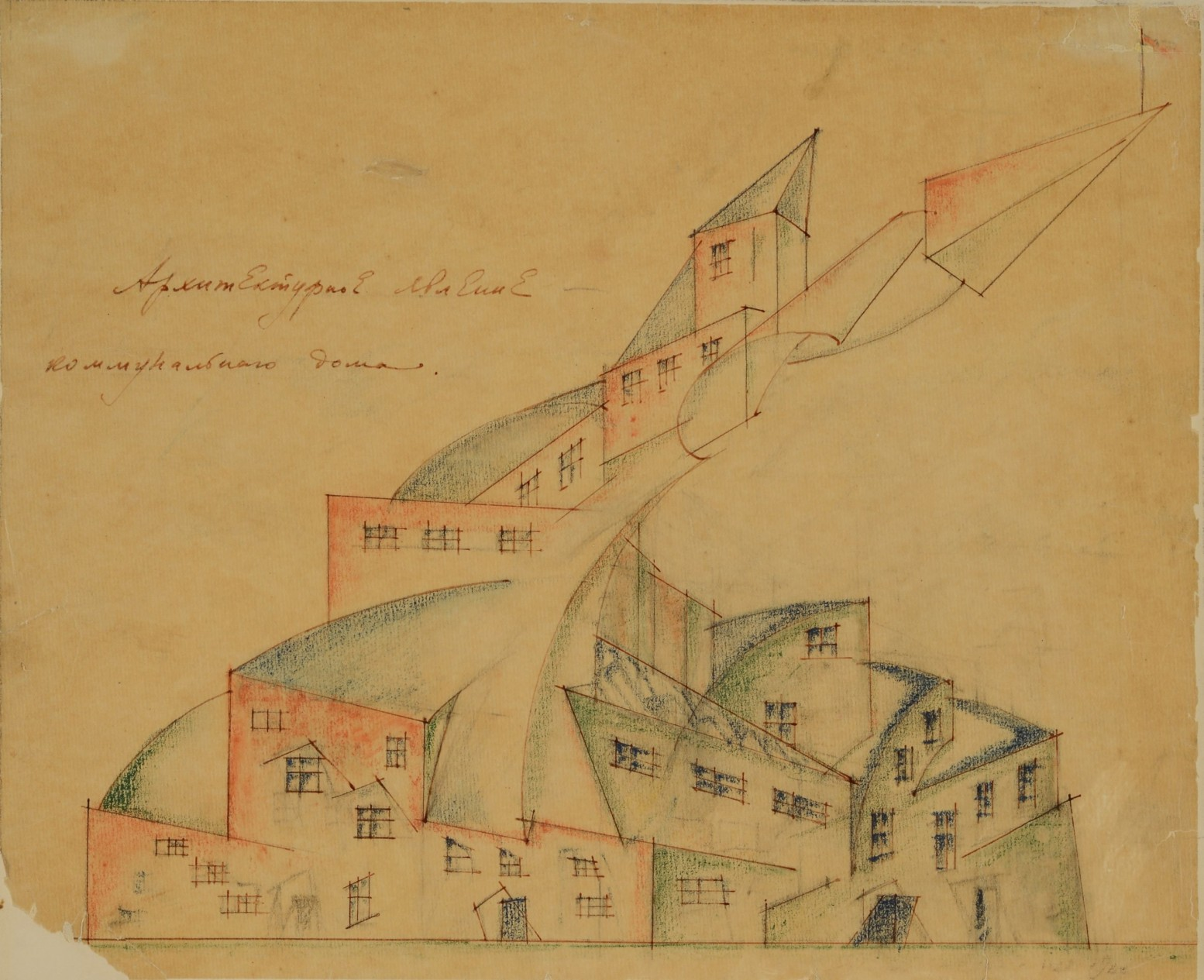
Nikolai Ladowski. 1920. Architektonische Erscheinung eines Kommunehauses

Die Sinskulptarch wurde im Mai 1919 bei der Unterabteilung Plastik der Abteilung ISO des NARKOMPROS gegründet. Später gehörte sie der Unterabteilung Künstlerische Arbeit an. Gründungsmitglieder waren Boris Koroljow, Sigismund Dombrowski, Nikolai Iszelenow, Wladimir Krinski, Nikolai Ladowski, Jakow Raich, Alexei Ruchljadew, Wladimir Fidman.
Anfangs schuf die Kommission eine Reihe von Entwürfen für einen „Tempel des neuen Kults – Treffpunkt der Völker“, der ein neuer Typ Gesellschaftsbau für Massenveranstaltungen sein sollte. Die Skizzen der verschiedenen Kommissionsmitglieder waren durch den kubistischen Bildhauer und Leiter der Kommission Koroljow beeinflusst.
Im Dezember 1919 gründeten die Mitglieder Koroljow, Ladowski und Iszelenow, sowie Nichtmitglied Ilja Golosow ein Bildhauerartel an den zweiten SGChM. Auch hier war Koroljow Leiter lehrte kubistische Kompositionsverfahren.
Ende 1919 wurden auch die Maler Alexander Rodtschenko und Alexander Schewtschenko und anschließend auch der Architekt Georgi Mapu aufgenommen. Daraufhin nannte man sich nun Schiwskulptarch. Im ersten Halbjahr des Jahres 1920 widmete man sich überwiegend experimentellen Entwürfen neuer sozialer Gebäudetypen, wie dem „Kommunehaus“, dem „Haus der Räte“ (Sowdep) und weiteren.
Im Sommer 1920 stellten die Mitglieder in Moskau eigene Werke aus. Anschließend stellte die Kommission ihre Tätigkeit ein. Sie ging im Wesentlichen in die „linke Werkstätte“ der WChUTEMAS sowie auch in das INChUK auf.

## Architekturgeschichtliche Bedeutung
Boris Koroljow übte über die Kommission einen wesentlichen Einfluss auf die moderne Architektur in der Sowjetunion aus. Sowohl die Rationalisten um Nikolai Ladowski als auch die symbolischen Romantiker um Ilja Golosow wurden von ihm beeinflusst. Ebenso wurde in der Kommission der Wechsel einiger Künstler von der Malerei und Bildhauerei zur Architektur vollzogen. Die Schiwskulptarch hatte wesentlichen Einfluss auf die Architekturentwicklung in der WChUTEMAS.

## Mitglieder
| Gründungsmitglieder - Boris Koroljow (1885–1963) - Sigismund Dombrowski - Nikolai Iszelenow - Wladimir Krinski (1890–1971) - Nikolai Ladowski (1881–1941) - Jakow Raich - Alexei Ruchljadew (1882–1946) - Wladimir Fidman | Sonstige Mitglieder - Alexander Rodtschenko (1891–1956) - Alexander Schewtschenko - Georgi Mapu |